# Maike Berentzen
Maike Berentzen (* 10. Februar 1997 in Osnabrück) ist eine deutsche Fußballspielerin.

## Karriere
Maike Berentzen begann ihre Karriere beim SV Hellern und wechselte über die TSG Burg Gretesch zum SV Meppen. Aus der B-Jugend stieg Maike Berentzen zur Saison 2014/15 in die erste Mannschaft des SV Meppen auf, welche in der Nordstaffel der 2. Bundesliga vertreten war. Ihr Debüt für die erste Mannschaft gab sie im DFB-Pokal 2014/15 beim Erstrundenspiel gegen den FC Viktoria Berlin am 24. August 2014. Maike Berentzen, welche in der 65. Minute eingewechselt wurde, und der favorisierte SV Meppen verloren das Spiel nach Verlängerung mit 1:3. Ihr Liga-Debüt gab sie am 31. August 2014 beim Spiel gegen die zweite Mannschaft von Turbine Potsdam. Beim 2:0-Auswärtssieg wurde sie in der 82. Minute für die Doppeltorschützin Nangila van Eyck eingewechselt. In der Saison 2017/18 erreichte Maike Berentzen gemeinsam mit dem SV Meppen den dritten Platz in der Nordstaffel der 2. Bundesliga und konnte sich so für die „neue“ eingleisige 2. Bundesliga qualifizieren.
Nachdem die Mannschaft aus Meppen bereits in der Saison 2018/19 als Fünfter knapp den Aufstieg in die Bundesliga verpasste, belegten sie in der darauffolgenden Saison zum Zeitpunkt des coronabedingten Saisonabbruchs den vierten Platz und durften gemeinsam mit der erstplatzierten Mannschaft, Werder Bremen, in die Bundesliga aufsteigen, da die vor der Mannschaft aus Meppen platzierten Zweitvertretungen vom VfL Wolfsburg und der TSG 1899 Hoffenheim nicht aufstiegsberechtigt waren. Am 6. September 2020 gab Maike Berentzen daraufhin beim torlosen Unentschieden gegen den MSV Duisburg ihr Debüt in der Bundesliga. Im April 2021 wurde der Wechsel von Maike Berentzen zum Bundesliga-Konkurrenten SGS Essen bekannt gegeben.

## Erfolge
- 2020: Aufstieg in die Bundesliga